# Michalina Łabacz
Michalina Łabacz (ur. 1992 w Suwałkach) – polska aktorka filmowa i teatralna. Odtwórczyni roli Zosi Głowackiej w filmie Wołyń, za którą została uhonorowana nagrodą za najlepszy debiut aktorski na 41. Festiwalu Polskich Filmów Fabularnych w Gdyni.

## Życiorys
Urodziła się w 1992 roku w Suwałkach. Po zdaniu matury w I Liceum Ogólnokształcącym im. Marii Konopnickiej w Suwałkach, kształciła się przez 2 lata w Studium Wokalno Aktorskim im. Danuty Baduszkowej przy Teatrze Muzycznym w Gdyni. W 2014 roku została przyjęta na Wydział Aktorski Akademii Teatralnej im. Aleksandra Zelwerowicza w Warszawie, który ukończyła w 2019. Wojciech Smarzowski obsadził ją w głównej roli w filmie Wołyń (2016).
Jest laureatką wielu festiwali piosenki dziecięcej w Polsce i za granicą. Za rolę Zosi Głowackiej w filmie Wołyń uhonorowano ją nagrodą za najlepszy debiut aktorski na 41. FPFF w Gdyni. Podczas 5. Festiwalu Aktorstwa Filmowego im. Tadeusza Szymkowa we Wrocławiu 27 października 2016 otrzymała „Złotego Szczeniaka” za najlepszą kreację aktorską 2016 roku. W tym samym roku wystąpiła gościnnie na scenie Teatru Narodowego w Warszawie w spektaklu „Garderobiany” w reż. Adama Sajnuka u boku Jana Englerta i Janusza Gajosa, gdzie wcieliła się w postać Irene.
W 2017 roku została uznana za największe odkrycie na XXIV Ogólnopolskim Festiwalu Sztuki Filmowej Prowincjonalia we Wrześni i uhonorowana nagrodą publiczności – „Jańciem Wodnikiem”. Była nominowana do Polskich Nagród Filmowych Orły 2017 przez Polską Akademię Filmową w kategoriach: „Najlepsza główna rola kobieca” i „Odkrycie roku” w filmie Wołyń. Jest finalistką Talentów Trójki 2017 w kategorii Film.
Jesienią 2017 roku nagrodzono ją na międzynarodowym festiwalu filmów historycznych „Waterloo Historical Film Festival” w Belgii. Uznano ją za najlepszą aktorkę. Zdobyła również Różę Gali 2017 w kategorii „Debiut”. Ponadto zadebiutowała w Teatrze Telewizji „Spiskowcy” Josepha Conrada w reż. Jana Englerta jako Natalia Haldin. Następnie wcieliła się w postać Magdy Reiss w drugim sezonie serialu Belfer dla Canal Plus.
Podłożyła głos pod Walkirię graną przez Tessę Thompson w produkcji Marvela Thor: Ragnarok.
W 2018 roku wystąpiła w dwóch Teatrach Telewizji. „Victoria” w reż. Ewy Pytki jako Sophie oraz „Lato” w reż. Jana Englerta jako Ernestyna. Jesienią dołączyła do obsady serialu produkcji TVN Pod powierzchnią wcielając się w postać Igi Stępień.
W nowym sezonie teatralnym 2019 zagrała w spektaklu „Jak być kochaną” w reż. Leny Frankiewicz oraz „Letnicy” w reż. Macieja Prusa.
Wystąpiła gościnnie w mini serialu „Mały Grand Hotel” Story Production w reż. Bartosza Konopki dla Canal Plus. Zagrała w kolejnych Teatrach Telewizji u Jana Englerta „W Małym Dworku” Witkacego jako Zosia oraz u Leny Frankiewicz w „Inkarno” Brandysa jako Sekretarka.
W 2020 roku zagrała Kaśkę, pannę młodą w filmie Wojciecha Smarzowskiego „Wesele”.
Odbyła się również premiera spektaklu „Oszuści” w Och Teatrze w reż. Jana Englerta.
W 2021 roku w Teatrze Narodowym wcieliła się w postać Iriny w „Trzech Siostrach” w reż. Jana Englerta, Mirandy w „Pikniku pod wiszącą skałą” w reż. Leny Frankiewicz oraz zagrała Violę u Piotra Cieplaka w „Wieczorze Trzech Króli” Shakespeare’a.
Jest aktorką Teatru Narodowego w Warszawie. Aktualnie możemy ją oglądać w 8 tytułach teatralnych.

## Życie prywatne
Spotyka się z Filipem Pławiakiem, a w 2013 roku spotykała się z Tomaszem Ziętkiem.

## Filmografia[1]
| Rok       | Tytuł                    | Rola                     | Uwagi  |
| --------- | ------------------------ | ------------------------ | ------ |
| 2016      | Wołyń                    | Zosia Głowacka           |        |
| 2017      | Belfer 2                 | Magda Reiss              |        |
| 2018–2019 | Pod powierzchnią         | Iga Stępień              |        |
| 2019      | Mały Grand Hotel         | panna młoda              | odc. 7 |
| 2021      | Wesele                   | Kasia Wilk, panna młoda  |        |
| 2024      | Rojst. Millenium         | żona Stefana Jassijeja   |        |
| 2024      | Rozwodnicy               | Monika, narzeczona Jacka |        |
| 2025      | Niebo. Rok w piekle      |                          |        |
| 2025      | Scheda                   |                          |        |
| 2026      | Czas, który nie nadszedł |                          |        |

## Dubbing
- 2017: Thor: Ragnarok – Walkiria
- 2020: Sonic. Szybki jak błyskawica – Maddie Wachowski[17]
- 2022: Sonic 2. Szybki jak błyskawica – Maddie Wachowski[18]
- 2022: Thor: Miłość i grom – Walkiria

## Spektakle teatralne
- 2016: „Garderobiany” reż. Adam Sajnuk jako Irene (do 31 sierpnia 2017 gościnnie), Teatr Narodowy
- 2018: „Kordian” reż. Jan Englert jako Violetta (od 1 stycznia 2018, dublura w czerwcu 2016), Teatr Narodowy
- 2018: „Idiota” reż. Paweł Miśkiewicz jako Adelajda Iwanowna Jepnaczyn (od 1 marca 2018), Teatr Narodowy
- 2018: „Śmierć Dantona” reż. Barbara Wysocka jako Lucylla, żona Kamila Desmoulins, Teatr Narodowy
- 2018: „Madame de Sade” reż. Maciej Prus jako Anna, młodsza siostra Renée (zastępstwo od 28 października 2018), Teatr Narodowy
- 2019: „Jak być kochaną” reż. Lena Frankiewicz jako Stewardessa, Siostra Noela, Dziewczyna, Teatr Narodowy
- 2019: „Letnicy” reż. Maciej Prus jako Julia Filipowna, Teatr Narodowy
- 2020: „Oszuści” reż. Jan Englert jako Michelle, Och Teatr
- 2021: „Trzy Siostry” reż. Jan Englert jako Irina, Teatr Narodowy
- 2021: „Piknik pod wiszącą skałą” reż. Lena Frankiewicz jako Miranda, Teatr Narodowy
- 2021: „Wieczór trzech króli albo co chcecie” reż. Piotr Cieplak jako Viola (Cesario), Teatr Narodowy
- 2023: „Opowieści lasku wiedeńskiego” reż. Małgorzata Bogajewska jako Marianna, Teatr Narodowy

## Teatr Telewizji
- 2017: „Spiskowcy” Joseph Conrad reż. Jan Englert jako Natalia Haldin
- 2018: „Victoria” Joanna Murray-Smith reż. Ewa Pytka jako Sophie
- 2018: „Lato” Tadeusz Rittner reż. Jan Englert jako Ernestyna
- 2019: „W małym dworku” Stanisław Ignacy Witkiewicz reż. Jan Englert jako Zosia
- 2019: „Inkarno” Kazimierz Brandys reż. Lena Frankiewicz jako Sekretarka